# Вежбицкая, Анна
А́нна Вежби́цкая (пол. Anna Wierzbicka, род. 10 марта 1938, Варшава) — польский и австралийский лингвист. Сфера интересов — лингвистическая семантика, прагматика и межъязыковые взаимодействия, русистика. На протяжении многих лет пытается выделить естественный семантический метаязык.

## Биография
Профессиональное образование получила в Польше.
В 1964—1965 годах в течение полугода была на стажировке в Институте славяноведения и балканистики АН СССР в Москве.
В этот период многократно обсуждала идеи лингвистической семантики с московскими лингвистами, прежде всего с И. А. Мельчуком, А. К. Жолковским и Ю. Д. Апресяном.
Возвратившись в Польшу, сотрудничала с ведущим польским семантиком Анджеем Богуславским.
В 1966—1967 годах слушала лекции по общей грамматике Ноама Хомского в МТИ (США).
В 1972 году переехала в Австралию; с 1973 года — профессор лингвистики Австралийского национального университета в Канберре.
Действительный член (Fellow) Австралийской академии социальных наук с 1996 года.
Иностранный член РАН по отделению литературы и языка с 1999 года.

## Список работ
- English: Meaning and culture (2006). ISBN 0195174747
- What Did Jesus Mean? Explaining the Sermon on the Mount and the Parables in simple and universal human concepts (2001)
- Emotions Across Languages and Cultures: Diversity and universals (1999)
- Understanding Cultures Through Their Key Words: English, Russian, Polish, German, Japanese (1997)
- Semantics: Primes and Universals (1996)
- Semantics, Culture and Cognition: Universal human concepts in culture-specific configurations (1992)
- Cross-cultural pragmatics: The semantics of human interaction (1991)
- The Semantics of Grammar (1988)
- English Speech Act Verbs: A semantic dictionary (1987)
- Lexicography and Conceptual Analysis (1985)
- The Case for Surface Case (1980)
- Lingua Mentalis: The semantics of natural language (1980)
- Semantic Primitives (1972)

## Издания на русском языке
- Вежбицка А., Речевые акты // Новое в зарубежной лингвистике, выпуск XVI, Лингвистическая прагматика. / Составление и вступительная статья Н. Д. Арутюновой и Е. В. Падучевой, общая редакция Е. В. Падучевой — М.: Прогресс, 1985, с. 251—275.
- Вежбицкая А., Язык. Культура. Познание. / Перевод с английского, ответственный редактор М. А. Кронгауз, вступительная статья Е. В. Падучевой — М.: Русские словари, 1996—412 с. ISBN 5-89216-002-5
- Вежбицкая А., Семантические универсалии и описание языков. М., 1999
- Вежбицкая А., Понимание культур через посредство ключевых слов, М.: Языки славянской культуры, 2001—288 с. ISBN 5-7859-0189-7.
- Вежбицкая А., Сопоставление культур через посредство лексики и прагматики, М., 2001. ISBN 5-7859-0190-0.

## Работы, доступные в Рунете
- Семантические примитивы (отрывок) (Вежбицка А. Из книги «Семантические примитивы». Введение // Семиотика / Под ред. Ю. С. Степанова. — М., 1983)
- Метатекст в тексте (Новое в зарубежной лингвистике. Вып.8. Лингвистика текста. М., 1978 с. 402—421)
- Понимание культур через посредство ключевых слов (отрывок) (Вежбицкая А. Понимание культур через посредство ключевых слов / Пер. с англ. А. Д. Шмелёва. — М.: Языки славянской культуры, 2001. — 288 с.)
- Русские культурные скрипты и их отражение в языке // Русский язык в научном освещении. — № 2(4). — М., 2002. — С. 6-34.
- Семантика, культура и познание: Общечеловеческие понятия в культуроспецифических контекстах (Thesis. — Вып. 3. — М., 1993. — С. 185—206). Публикация является журнальным вариантом «Введения» к одноимённой монографии (1992)
- Прототипы и инварианты (Вежбицкая А. Язык. Культура. Познание. — М., 1996. — С. 201—231)
- Обозначения цвета и универсалии зрительного восприятия (Вежбицкая А. Язык. Культура. Познание. — М., 1996. — С. 231—291)
- Семантические универсалии и «примитивное мышление» (Вежбицкая А. Язык. Культура. Познание. — М., 1996. — С. 291—325)